# BPW, Business and Professional Women
BPW, Business and Professional Women, tidigare Sveriges Yrkeskvinnors Riksförbund (YKR), är en svensk förening, grundad 1931 (1935). Den var tillfälligt upplöst 1944-1963, då den bildade Yrkeskvinnors Samarbetsförbund (YSF). 
Ursprunget till BPW var Affärs- och Yrkeskvinnors klubb, som grundades i Stockholm år 1931. Bland dess grundare fanns Célie Brunius och Alva Myrdal.
Den bildades av en grupp yrkeskvinnor inspirerade av Business and Professional Women (BPW) eller BWP International, som hade grundats av Lena Madisen Philips i USA 1930. Det var under en tid när den nya kvinnan tog större plats i samhällslivet.  
Affärs- och Yrkeskvinnors klubb ombildades 1935 till en nationell förening, Sveriges Yrkeskvinnors Riksförbund, YKR. Denna var en nationell organisation och lokalföreningar bildades från 1936 runtom i landet.    
YK gick 1944 samman med de kvinnliga fackföreningarna och bildade Yrkeskvinnors Samarbetsförbund (YSF). Karin Kock och Agda Rössel var i tur och ordning ordförande för YSF. År 1963 gick de kvinnliga och manliga fackföreningarna samman. Därmed upplöstes YSF, och Sveriges Yrkeskvinnors Riksförbund (YKR) återuppstod under Cecilia Nettelbrandts ordförandeskap. 
Yrkeskvinnors klubb, YK, bytte 2005 namn till BPW, Business and Professional Women. BPW har deltagande status med Europarådet, och rådgivande status i FN:s ekonomiska och sociala råd (ECOSOC).  